# بهارک زرد
بهارک زرد، بهارک صخره‌روی (نام علمی: Corydalis rupestris) نام یک گونه (زیست‌شناسی) از سرده بهارک است.